# Dominique Blais
 (janvier 2014).
Pour les articles homonymes, voir Blais.
Dominique Blais, né le 3 février 1974, est un artiste contemporain français. Il vit et travaille à Paris.

## Biographie
Après l'obtention de son DNSEP à l'École supérieure des beaux-arts de Nantes Métropole en 1998, Dominique Blais poursuit deux ans plus tard ses recherches sur les rapports entre les arts et les médias dans le cadre du DEA Media Multimedia au Conservatoire national des arts et métiers. En 2004, il participe à la session 4 du Collège Invisible post-diplôme initié et coordonné par l'artiste et enseignant Paul Devautour. Impliqué aussi bien dans le domaine artistique que musical, il est à l'origine des festivals de cultures digitales Avril.exe (2003) et Avril.dot (2004), ainsi que les soirées ElectroPhonic (2002-2004) à Confluence. En 2004, il rejoint l’équipe de Glassbox, collectif d’artistes investi dans l’organisation d’expositions, notamment dans la galerie située au 113bis, rue Oberkampf à Paris. C'est à cette période qu'il reprend sa pratique artistique de manière exclusive.
Il participe notamment à La Triennale (anciennement intitulée La Force de l'Art 02) au Grand Palais en 2009, à l'édition 2010 de la Nuit Blanche à Paris, sous la direction artistique de Martin Béthenod, et à la 14e Biennale de Lyon intitulée « Mondes flottants » signée par Emma Lavigne en 2017 .
En 2022 il est invité par Le Voyage à Nantes, à l'occasion du Voyage en hiver de Nantes, et propose de réactiver les cloches dans la ville. Ici, point de tintement pour donner l’heure. À flot d’airain, ce sont les cloches des églises de Nantes qui se font entendre par vagues.
Il est par ailleurs maître de conférences associé à l'Ecole des Arts de la Sorbonne et co-responsable de la Galerie Michel Journiac – Université Paris 1 Panthéon-Sorbonne.

## Démarche
Dominique Blais tisse des liens entre les composantes visuelles et sonores de notre environnement. Travaillant à la limite du perceptible, il explore le lien ténu entre visible et invisible à travers des installations qui questionnent le rapport au lieu, à la mémoire. Par de subtils jeux de transposition, l'artiste prend à revers nos attentes et déroute nos sens, les ouvrant à de nouvelles possibilités de perception.
Depuis 2005, son travail artistique fait l’objet de nombreuses expositions individuelles et collectives, en France et à l'étranger. Il est représenté par la galerie Xippas à Paris.

## Expositions personnelles
2022
- Transmission(s), duo avec Madame, musée de la Poste, Paris (16 février - 18 septembre 2022) [14]

2021
- D'un temps à l'autre, centre d'art contemporain Le Lait, Albi (23 janvier - 28 mars 2021)[15]

2019
- Messe grise, Le Carré, scène nationale - centre d'art contemporain, Château-Gontier (14 septembre - 10 novembre 2019) [16]

2018
- Extérieur, jour, Pile-Pont Expo, Saint-Gervais-les-Bains, France (16 juin - 23 septembre) [17]
- La Fin du contretemps, galerie Xippas, Paris, France (10 février - 7 avril) [18]

2017
- De la lumière, le silence interrompu, Mirador, Paris, France (25 janvier - 5 mars) [19]
- À Rebours, #7 clous à Marseille, Marseille, France (14 – 21 mai) [20]

2016
- Polarités (duo show avec Claire Trotignon), Le Shed, Rouen, France (17 septembre- 27 novembre) [21]
- Le Temps matériel, Frac Franche-Comté, Besançon, France (8 octobre - 30 décembre) [22]

2015
- La Clef de voûte, Le Cryptoportique, Reims, France (2 juillet - 21 septembre)[23]
- La Pierre angulaire, Le Cellier, Reims, France (2 juillet - 27 septembre)[24]

2014
- Chapitre II – espace 2, Galerie Xippas, Paris, France  (8 fev - 15 mars)[25]

2013
- Les Grands Verres, MAC/VAL, Vitry sur Seine, France (14 juin - 27 octobre)
- 35/39, Maison du Peuple, Clichy, France (22 février - 12 mai)

2012
- Mécanique du temps présent, Joyce Gallery, Pékin, Chine.
- D'une seconde majeure ou mineure avec Julie Béna, BF15, Espace d'art contemporain, Lyon, France
- L'Ellipse, Galerie de l’École des Beaux-Arts, Le Mans, France.

2011
- Solaris, Le Transpalette, Bourges, France.

## Expositions collectives
2013
- Celeste Prize 2013 finalist's exhibition, 5e Édition, Curator’s Choice Prize, Spazio Fienaroli, Rome, Italie
- MEPIC, Esam Caen/Cherbourg, France
- Five Minutes after the Show, CCC Tours, France
- Collection Joseph Kouli, Mains d'œuvres, Saint-Ouen, France
- Art Sequana 2. Abruit, École Supérieure d'Art et Design, Rouen, France
- L'apparition des images, Fondation d'entreprise Ricard, Paris, France
- Art By Telephone... Recalled 2012, École supérieure des Beaux-Arts TALM, Angers, France

2012
- Eschatologie - Galerie de Roussan, Paris, France
- La chose en soi, L’espace d’un bas, Paris, France
- Rêver Rouan, Abbatiale Saint-Ouen, Rouen, France
- De l’invisible au visible, Gloriette de Buffon, Jardin des Plantes, Paris, France
- What do we need to do to protect us against fatality ?, Note On, Berlin, Allemagne.
- La Polygraphie du Cavalier, Galerie Nicolas Silin, Paris, France.
- Usages et convivialité, Maison des arts de Malakoff, France.
- Des identités si diverses, Johnson & Johnson, Issy-les-Moulineaux, France
- Expérience Pommery #9 – La Fabrique Sonore[26],[27], Domaine de Pommery, Reims, France.

## Prix
2013
Lauréat, Celeste Prize 
- Pour son œuvre Ring[28], l'artiste a reçu le Celeste Prize 2013, présidé par le commissaire d'exposition Ami Barak, dans la catégorie Curator’s Choice, ex aequo avec l'artiste serbe Ana Prvacki[29].

2011
Nomination, Prix SAM pour l'art contemporain
2010
Nomination, Prix Le Meurice pour l'art contemporain
2009
Nomination, Audi Talents Awards 